# Dwight (Kansas)
Dwight é uma cidade localizada no estado americano de Kansas, no Condado de Morris.

## Demografia
Segundo o censo americano de 2000, a sua população era de 330 habitantes.
Em 2006, foi estimada uma população de 331, um aumento de 1 (0.3%).

## Geografia
De acordo com o United States Census Bureau tem uma área de
1,0 km², dos quais 1,0 km² cobertos por terra e 0,0 km² cobertos por água. Dwight localiza-se a aproximadamente 457 m acima do nível do mar.

## Localidades na vizinhança
O diagrama seguinte representa as localidades num raio de 24 km ao redor de Dwight.